# إسماعيل عيسى (لاعب كرة قدم)
إسماعيل عيسى (بالبلغارية: Исмаил Иса)‏ (26 يونيو 1989 في بلغاريا - ) هو لاعب كرة قدم تركي في مركز الهجوم. شارك مع منتخب بلغاريا تحت 19 سنة لكرة القدم ومنتخب بلغاريا تحت 21 سنة لكرة القدم ومنتخب بلغاريا لكرة القدم. أما مع النوادي، فقد لعب مع او في سي سليفن 2000 وليفسكي صوفيا ومعمورة العزيز سبور ونادي بيروي ستارا زاغورا ونادي شريف تيراسبول ونادي كارديمير كارابوك سبور ونادي ليتكس لوفتش وPFC Svetkavitsa Targovishte ‏ وFC Lokomotiv Mezdra ‏ وFC Haskovo ‏.

## وصلات خارجية
- إسماعيل عيسى على موقع الاتحاد الأوربي (الإنجليزية)
- إسماعيل عيسى على موقع اتحاد تركيا (لاعب) (الإنجليزية)
- إسماعيل عيسى على موقع قاعدة بيانات كرة القدم.إي يو (الإنجليزية)
- إسماعيل عيسى على موقع ناشيونال فوتبول تيمز (الإنجليزية)
- إسماعيل عيسى على موقع Soccerway.com (الإنجليزية)
- إسماعيل عيسى على موقع عالم كرة القدم.نت (الإنجليزية)
- إسماعيل عيسى على موقع AS.com (الإسبانية)